# Chakuza
Chakuza, właśc. Peter Pangerl (ur. 22 lutego 1981 w Linzu) – austriacki raper. Od 2006 mieszka w Berlinie.

## Dyskografia

### Albumy
- 2006: Ersguterjunge Sampler Vol.1 – Nemesis
- 2006: Suchen & Zerstören
- 2006: Blackout (with Bizzy Montana)
- 2006: Ersguterjunge Sampler Vol.2 – Vendetta
- 2007: City Cobra (Soloalbum)
- 2007: „Ersguterjunge Sampler Vol.3 – Alles Gute kommt von unten”
- 2008: Unter der Sonne
- 2010: Monster in mir
- 2010: Suchen & Zerstören 2
- 2013: Magnolia
- 2016: NOAH

### Mixtape
- 2002: Überlegen – HipHop Connection Mixtape (CD)
- 2003: Überlegen 2 – HipHop Connection Mixtape 2 (CD)
- 2005: Hoffnung – DJ Kitsune Mixtape – Victory Pt.2 (CD)

### Epki
- 2003: Verbale Systematik – Verbales Fadenkreuz (Crew-EP)

### Single
- 2003: Headquarter Allstars – Headquarter Maxi (CD)
- 2006: Ich komme (CD) – (teledysk: „Ich komme/Hiah!” z Suchen & Zerstören)
- 2006: Macht was ihr wollt – Chakuza & Bizzy Montana (CD) (teledysk: „Intro/Macht was ihr wollt” z Blackout z Bizzy Montana)
- 2006: Vendetta – Bushido, Chakuza & Eko Fresh (DE:#32)
- 2007: Geben und Nehmen – Nyze feat. Bushido & Chakuza
- 2007: Eure Kinder – Chakuza feat. Bushido
- 2007: Sollten alle untergehen
- 2008: Unter der Sonne

### Występy gościnne
- 2002: Überlegen – HipHop Connection Mixtape (CD)
- 2003: Headquarter Allstars – Headquarter Maxi (CD)
- 2003: Überlegen 2 – HipHop Connection Mixtape 2 (CD)
- 2005: Hoffnung – DJ Kitsune Mixtape – Victory Pt.2 (CD)
- 2006: Robin Hood Gang – D-Bo – Seelenblut (CD)
- 2006: Herz, Blut, Lunge (Exclusive) – Chakuza & Bizzy Montana na „DJ Kitsune – Victory 3"
- 2006: na ersguterjunge Sampler Vol. 2 – Vendetta
- 2006: Der Bruchteil einer Minute – Bushido, Chakuza & Eko Fresh (ersguterjunge Sampler Vol.2 – Vendetta [Limited Edition])
- 2006: Mein Game – Bushido & Chakuza (DJ Tomekk Pres.: The Nexxt Generation)
- 2007: Schlägereimusik – Nyze feat. Chakuza na „Geben und Nehmen” Nyze
- 2007: Doppel – XL – Siamak feat. Chakuza na „Liquor lifestyle mixtape volume 2" Siamaka